# Мордовская Муромка
Мордовская Муромка — село в Мокшанском районе Пензенской области России. Входит в состав Широкоисского сельсовета.

## География
Село находится в северной части Пензенской области, в пределах Сурско-Мокшанской возвышенности, в лесостепной зоне, к западу от реки Муромки, на расстоянии примерно 27 километров (по прямой) к северо-западу от рабочего посёлка Мокшан, административного центра района. Абсолютная высота — 212 метров над уровнем моря.

### Климат
Климат характеризуется как умеренно континентальный, с холодной продолжительной зимой и тёплым летом. Среднегодовая температура воздуха — 4,6 °C. Средняя температура воздуха самого тёплого месяца (июля) — 19 °C; самого холодного (января) — −13 °C. Безморозный период длится 150 дней. Продолжительность вегетационного периода — в среднем 144 дня. Среднегодовое количество атмосферных осадков варьируется от 480 до 500 мм, из которых большая часть выпадает в тёплый период. Снежный покров устанавливается в конце ноября и держится в течение 141 дня.

### Часовой пояс
Село Мордовская Муромка, как и вся Пензенская область, находится в часовой зоне МСК (московское время). Смещение применяемого времени относительно UTC составляет +3:00.

## Население
| 1718  | 1745  | 1782  | 1864  | 1877  | 1897  | 1911  |
| ----- | ----- | ----- | ----- | ----- | ----- | ----- |
| 210   | ↗700  | ↗1057 | ↗1749 | ↗1782 | ↗2478 | ↗3003 |
| 1926  | 1930  | 1939  | 1959  | 1979  | 1989  | 1996  |
| ↘2975 | ↘2737 | ↘1073 | ↘685  | ↘403  | ↘187  | ↘130  |
| 2002  | 2010  |       |       |       |       |       |
| ↘40   | ↘3    |       |       |       |       |       |

### Национальный состав
Согласно результатам переписи 2002 года, в национальной структуре населения мордва составляла 97 % из 40 чел.